# El Jazmín, Guerrero
El Jazmín är en ort i Mexiko.   Den ligger i kommunen Coahuayutla de José María Izazaga och delstaten Guerrero, i den södra delen av landet, 290 km väster om huvudstaden Mexico City. El Jazmín ligger 166 meter över havet och antalet invånare är 303. Den ligger vid sjön Presa Adolfo López Mateos.
Terrängen runt El Jazmín är varierad. El Jazmín ligger nere i en dal. Runt El Jazmín är det mycket glesbefolkat, med 6 invånare per kvadratkilometer. Närmaste större samhälle är Churumuco de Morelos, 16,2 km nordost om El Jazmín. I omgivningarna runt El Jazmín växer huvudsakligen savannskog.